# Memória
Memória est une freguesia portugaise située dans le District de Leiria.
Avec une superficie de 11,25 km2 et une population de 885 habitants (2001), la paroisse possède une densité de 78,7 hab/km2.